# Lord John Stuart et son frère, lord Bernard Stuart
Lord John Stuart et son frère, lord Bernard Stuart est un tableau réalisé par le peintre baroque flamand Antoine van Dyck vers 1638. Cette huile sur toile est le double portrait de deux frères, les deux plus jeunes fils d'Esmé Stewart, 3e duc de Lennox. Elle est aujourd'hui conservée à la National Gallery, à Londres.

## Postérité
Le tableau fait partie des « 105 œuvres décisives de la peinture occidentale » constituant le musée imaginaire de Michel Butor.